# Lenguas oceánicas meridionales
Las lenguas oceánicas meridionales son un grupo oceánico definido en 2002 y son características de Vanuatu y Nueva Caledonia. Anteriormente de clasificaban dentro del grupo oceánico remoto, sin embargo se ha determinado que forman un grupo independiente de las lenguas micronesias o las polinesias.

## Clasificación
Se clasifican del siguiente modo:
- Lenguas oceánicas meridionales
  - Nueva Caledonia-Lealtad: En el archipiélago de Nueva Caledonia.
    - Lenguas neocaledonias: En las isla de Nueva Caledonia.
    - lenguas de las islas Lealtad: En las islas de la Lealtad.

  - Vanuatu: En el archipiélago Vanuatu.
    - Lenguas del norte y centro de Vanuatu
    - Lenguas del sur de Vanuatu

## Comparación léxica
Los numerales del 1 al 10 reconstruidos para diferentes ramas oceánicas meridionales son:
| GLOSA | PROTO- LEALTAD | PROTO- NEOCALEDONIO | PROTO- VANUATU NORCENTRAL | PROTO- VANUATU MERIDIONAL | PROTO- OCEÁNICO MERIDIONAL |
| ----- | -------------- | ------------------- | ------------------------- | ------------------------- | -------------------------- |
| 1     | *sai           | *šai-/ *taː-        | *tai-/ *sa-               | *tai~ *hai                | *tai-/ *sa-                |
| 2     | *rue           | *-ru                | *rua                      | *-ru                      | *rua                       |
| 3     | *kuni          | *-tire              | *təlu/ *tolu              | *-səl                     | *təlu/ *tolu               |
| 4     | *wek           | *-ɸaː               | *ɸati                     | *-vat                     | *ɸati                      |
| 5     | *-nim          | *-rim               | *lima                     | *-rim                     | *lima                      |
| 6     | *5+1           | *5+1                | *5+1                      | *5+1                      | *5+1                       |
| 7     | *5+2           | *5+2                | *5+2                      | *5+2                      | *5+2                       |
| 8     | *5+3           | *5+3                | *5+3                      | *5+3                      | *5+3                       |
| 9     | *5+4           | *5+4                | *5+4                      | *5+4                      | *5+4                       |
| 10    | *2x5           | *2x5                | *saŋɸul                   | *saŋaβul                  | *saŋaɸul / *2x5            |